# Prowl (película)
Prowl es una película estadounidense de 2010 de terror dirigida por Patrik Syversen y escrita por Tim Tori. Es protagonizada por Courtney Hope, Ruta Gedmintas y Bruce Payne.

## Sinopsis
Amber sueña con escapar de su ciudad pequeña y persuade a sus amigos para que la acompañen a encontrar un apartamento en la gran ciudad.
En medio de su trayecto, su automóvil se detiene y le piden ayuda a un señor que va conduciendo un gran camión con cajas llenas de sangre, pero las cosas se ponen tenebrosas cuando el señor se desvía del camino y, aunque ellos le piden que pare, éste sigue y los lleva hasta un matadero abandonado donde una vampiresa les está enseñando a cazar a sus "hijos adoptivos", por lo que llevan a estos chicos para ser su presa. Los chicos deben escapar con vida de allí, sin saber que uno de los del grupo también es uno de ellos, pero no se dan cuenta hasta que se empieza a manifestar de diferentes formas la descendencia vampirezca.

## Reparto
- Courtney Hope como Amber.
- Ruta Gedmintas como Suzy.
- Josh Bowman como Peter.
- Bruce Payne como Bernard.
- Jamie Blackley como Ray.
- George Oliver como Runt.
- Saxon Trainor como Verónica.
- Perdita Weeks como Fiona.

## Lanzamiento
La película se estrenó el 25 de marzo de 2010 y el lanzamiento en cines fue en enero de 2011. El DVD fue lanzado en abril de 2011.